# Comuna Zolnea, Olevsk
Zolnea (în ucraineană Зольнянська сільська рада) este o comună în raionul Olevsk, regiunea Jîtomîr, Ucraina, formată din satele Kovalivka, Serdiukî și Zolnea (reședința).

## Demografie
Componența lingvistică a comunei Zolnea
     Ucraineană (99,5%)
     Alte limbi (0,3%)
Conform recensământului din 2001, majoritatea populației comunei Zolnea era vorbitoare de ucraineană (99,5%), existând în minoritate și vorbitori de alte limbi.